# 契王

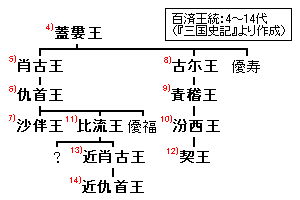
三国史记中的百济世系

契王（？—346年）是百濟國第12代國王。344年至346年在位。
契王是第10代國王汾西王之子。西元304年，汾西王被暗殺後，因契王年幼，遂由沙伴王之弟比流王嗣位。344年，比流王死後，契王繼承了王位。
據《三國史記》記載，契王勇力過人，長於騎射。在位只有三年，期間的事蹟不詳。
346年9月，契王病逝。無子，由比流王之子近肖古王嗣位。
| 前任： 比流王 | 百濟國王 344年—346年 | 繼任： 近肖古王 |